# Autoconceito

O Autoconceito insere-se como uma disciplina da psicologia, assim como da sociologia, neurologia comportamental e neuropsiquiatria

O Autoconceito é o conjunto de percepções e ideias que uma pessoa tem de si própria, abrangendo seus pensamentos, características e sentimentos sobre a própria pessoa. O autoconceito é uma ideia abrangente que temos sobre quem somos - física, emocional, social, espiritual e em termos de quaisquer outros aspectos que constituem quem somos. Formamos e regulamos o nosso autoconceito à medida que crescemos, é um constructo psicológico bastante dinâmico e influenciável, com base no conhecimento que temos sobre nós próprios. É multidimensional e pode ser dividido em aspectos individuais.
Por exemplo, podemos ter uma ideia muito diferente de quem somos em termos do nosso corpo físico e de quem somos em termos do nosso espírito ou desempenho académico.
O influente investigador do Autoconceito Roy Baumeister define o autoconceito da seguinte forma: "A crença do indivíduo sobre si próprio, incluindo os atributos da pessoa e quem e o que o Eu é." Uma definição semelhante vem do livro de Rosenberg sobre o tema; ele diz que o autoconceito é: "...a totalidade dos pensamentos e sentimentos de um indivíduo em relação a si próprio como objecto".
O autoconceito está relacionado com vários outros constructos do "Eu", como a autoestima, a autoimagem, a autoeficácia e a autoconsciência.
O facto de haver uma série de dificuldades associadas à tentativa de definir um conceito já foi reconhecido pelo grupo de trabalho em torno de Richard Shavelson, quando observaram que "a investigação sobre o autoconceito tem-se debruçado sobre problemas substantivos antes de os problemas de definição, medição e interpretação terem sido resolvidos".
A definição do constructo psicológico do autoconceito é complicada por várias circunstâncias: em primeiro lugar, não existe uma definição clara e universalmente aceite do constructo. Não existe consenso sobre o significado de conceitos que são idênticos em termos de redacção, nem existe homogeneidade nos termos utilizados. Shavelson |numero-autores=et all. apresentaram 17 dimensões conceptuais diferentes nas quais as definições de autoconceito podem ser classificadas, e Hansford e Hattie identificaram 15 termos diferentes de autoconceito na sua meta-análise de 128 estudos sobre a relação entre o autoconceito e a realização.
Assim, para além do termo autoconceito, existem outros termos na literatura que são normalmente utilizados como sinónimos. O termo autoestima é geralmente, mas nem sempre, distinguido semanticamente, mas há também uma variedade de outros termos para ele, tais como autoaceitação, ou autoconfiança. Dependendo do autor, estes termos são, por sua vez, definidos de forma diferente - o que não ajuda a simplificar a comparabilidade de diferentes resultados de investigação. E isto, inicialmente, apenas diz respeito ao autoconceito geral; se olharmos mais de perto para as áreas individuais do autoconceito, também nos deparamos com várias designações, que são também o resultado de diferentes traduções do inglês. Assim, o autoconceito académico é designado por autoconceito académico, autoconceito escolar ou autoconceito de capacidade.

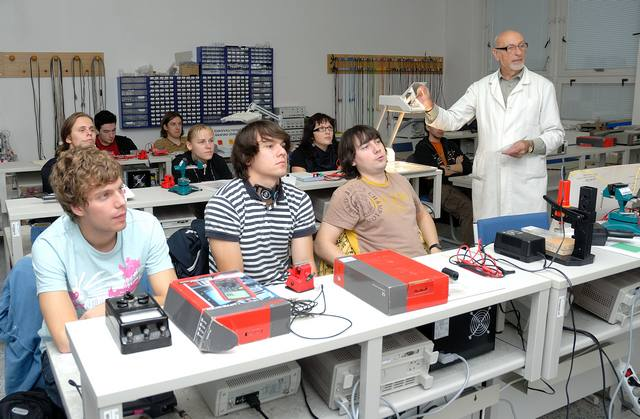
A Educacao tem um papel essencial no Autoconceito Académico, assim como no Autoconceito como um todo.

Uma das razões para a variedade de termos e das teorias e modelos que lhes estão subjacentes é, entre outras coisas, o facto de o autoconceito interessar a muitas subdisciplinas diferentes com diferentes teorias ou paradigmas de investigação (por exemplo, psicologia do desenvolvimento, psicologia educacional, psicologia diferencial, psicologia social, ciências da educação).
Para além disso, o autoconceito, tal como muitos outros constructos psicológicos, também é utilizado na linguagem comum, pelo que existem ideias ingénuas do que se quer dizer com ele. Além disso, muitos investigadores não se dão ao trabalho de começar por definir claramente e fundamentar teoricamente a área temática e os constructos dos seus estudos.

## Evolução da noção de autoconceito

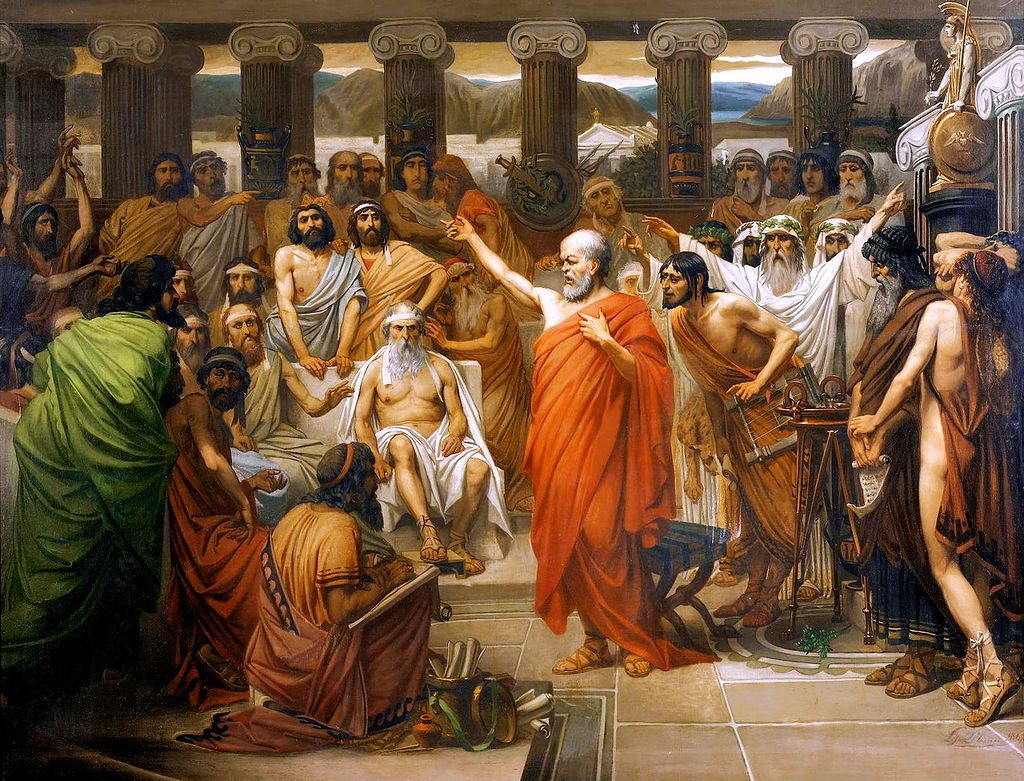
O estudo de "Si" mesmo e do "Eu" começou com Sócrates e Platao.

Os seres humanos sempre manifestaram vasto interesse na interpretação de si próprios. O conceito de Si é, e sempre foi, uma linha de atenção primordial para filósofos (Sócrates, Platão, Aristóteles e Kant), religiosos (Santo Agostinho e São Tomás de Aquino), pensadores, políticos e, mais recentemente na história do pensamento, para os psicólogos (John Locke, David Hume e John Stuart Mill). Alguns consideram que o interesse pelo Eu é a necessidade humana básica. Por exemplo, Fromm (citado por Hattie, 1992) interpretava o Eu como a “inner nature or essential nature of men”, e Harrè (citado por Hattie, 1992) considerava a autoestima como o motivo humano mais profundo.
Com algumas diferenças, estes filósofos e cristãos igualaram o self ao “si mesmo” e ao “espírito”.
Para Sócrates, o “espírito era o verdadeiro Eu”, a unidade espiritual da pessoa, detentor da sabedoria “pura”, adulterada pelo “eu físico”, conhecimento que passou ao seu discípulo Platão, que o viria a dicotomizar como o Eu de princípio racional – o qual seria o intelecto ou a razão – e o Eu de princípio irracional. Daí o objetivo humano de “conhecer-se a si mesmo”, pelo qual Sócrates se tornou tão conhecido e que revelava, em Platão, uma relação entre o Eu e a cognição.
Subsequentemente, Aristóteles rejeitou as ideias de Platão, afirmando o primado da memória, em detrimento do “espírito”, uma vez que a memória se relacionava com a “essência” do ser.
Santo Agostinho e São Tomás de Aquino, filósofos cristãos, por seu lado, tentavam perceber a relação existente entre o Eu de Deus e o Eu do homem, como relação do espírito com o corpo, ideia apoiada por Buda, ao dar primazia ao “domínio da mente sobre a matéria”.
O conceito de self surge mais tarde, com as correntes do pensamento filosófico e psicológico do século xvii, com Descartes, ao reforçar o dualismo “alma e corpo” como dois seres independentes, dos quais o corpo seria considerado um invólucro para o pensamento, este considerado como o verdadeiro Eu. “Penso, logo existo”.
Com Descartes e a conceptualização do self, este passa a ser sujeito a inúmeras reflexões por parte de pensadores como Locke, Hume, Kant e Mill:
- Para Locke (1632-1704), a consciência é a essência do Eu, indissociável do pensamento, sendo a pessoa reconhecida como um ser pensante e inteligente, detentor de razão e reflexão;
- Para Hume (1711-1776), o self não tem lugar na filosofia, não sendo considerado uma pessoa, mas sim feixes de percepções e experiências em constante movimento – “sou um feixe de experiências” e os selves são séries de experiências eternas;
- Kant (1724-1804), contrariando Descartes, dizia: “ousa pensar”, ao considerar o Eu como uma unidade de autoconsciência, não um conceito dividido, mas como dois pontos de vista sobre uma mesma ideia, em que o único self, no qual conhecemos alguma coisa, é o empírico e não o puro;
- Mill (1808-1893) introduziu o papel da memória, afirmando que esta e o Eu são dois lados de uma mesma moeda, ou seja, duas formas diferentes de perceber um mesmo facto ou ideia.

A ideia do self só viria a ser desenvolvida no final do século xix, princípio do século XX, através da obra de William James, que trabalha os princípios da psicologia moderna, bem como o desenvolvimento da teoria do autoconceito. “Observou que a forma como uma pessoa se sente a respeito de si própria depende inteiramente daquilo que aceita ser e fazer” (citado de Bruges).
James salienta-se pela distinção que faz entre o mim e o Eu ou I-self e o Me-self, afirmando que “en même temps que je pense, j’ai plus ou moins conscience de ‘moi’, de mon ‘existence personelle’, ou seja, é o Eu que tem consciência do mim, no sentido de uma personalidade total dicotómica em que é simultaneamente sujeito conhecedor e objeto conhecido (James, 1932, citado por Bruges, 2006). O Eu é, assim, o sujeito puro do ego e o mim a personalidade empírica.
Para James, o self – Eu – é definido como a soma de tudo o que a pessoa pode chamar de seu. Não apenas corpo e mente, mas as roupas, a casa, a esposa, os filhos, os antepassados, os amigos, a reputação, o trabalho, as terras, entre outras coisas. Desta forma, o autor considera que se deve observar este conceito através dos seus constituintes, dos sentimentos que estes despertam – self-feelings – e das ações que originam – autopreservação.
No que concerne às noções de self e ego, é primeiramente necessário distingui-las entre si. Ao Ego cabem funções percetivas e ao self funções ativas. Desta forma, o autoconceito engloba o Eu como agente ativo e o mim como algo conhecido.
Nesta linha de pensamento, James considera o mim segundo três perspetivas: os elementos integrantes do mim, os sentimentos e as emoções que desencadeiam, ou seja, a consciência do valor do mim, e as reações que provocam, ou seja, a procura e a defesa do mim. Paralelamente, divide em três os elementos integrantes do mim: o mim material, o mim social e o mim espiritual;
O self é a totalidade física, social, espiritual e o Ego puro do indivíduo. O autor separa o self empírico — mim — do ego — Eu. Assim, o self empírico engloba o corpo, as roupas e a família com a qual o indivíduo está ligado por laços de sangue — mim material —, as suas relações sociais e as representações mentais que os seus pares têm da pessoa – mim social – e o resultado da sua consciência e das suas faculdades psíquicas – mim espiritual.
O ego — Eu —, por seu lado, é encarado como o sentido de identidade pessoal e como o princípio interno da unidade pessoal. É, assim, o elemento de continuidade e forma da identidade do indivíduo. É o traço da sua personalidade – puro Ego.
Indo um pouco mais longe no seu pensamento, James analisou os sentimentos e as emoções subjacentes à ideia de mim, isto é, a consciência do valor do mim, tendo-a dividido em duas formas principais: a satisfação e o descontentamento de si.
Estas formas de consciência afetiva do nosso valor podem ser designadas por outros conceitos, tais como, por um lado, orgulho, presunção, vaidade, amor-próprio, arrogância e vanglória; por outro, modéstia, humildade, contrição, sentimento de desonra e desespero.
“A soma dos prazeres proporciona o sentimento de satisfação de si e a soma dos pesares com um sentimento oposto, isto é, de ‘desonra’. Quando estamos satisfeitos connosco, amamo-nos. Os sentimentos não são determinados, são normalmente provocados pelos sucessos e insucessos, pela boa ou má posição no mundo”.
Quando o indivíduo está satisfeito consigo próprio, esperará o sucesso e a recompensa, não sendo a mera expectativa de recompensa encarada como autossatisfação. Da mesma forma, a pessoa que apresenta autodesespero antecipa o mal, mas a mera apreensão pelo mal não significa autodesespero. Deve ter-se aqui em atenção a possibilidade de se assumir que as estruturas mentais (autocomplacência ou autodisplicência) afetarão o comportamento (expectativa de sucesso ou insucesso), mas não se pode inferir que determinado comportamento seja a manifestação de elevado ou baixo autoconceito. Contudo, pode dizer-se que a manifestação do amor-próprio que o indivíduo terá é o seu sucesso ou fracasso.
James ainda acrescenta que é necessário referir os atos através dos quais o mim tende a realizar-se e a defender-se, salientando um grande número de instintos fundamentais, como os instintos de conservação, de expansão e de defesa, que podem conduzir ao “l’amour est à la recherche d’un moi”[1], e que se podem examinar na sua aplicação ao mim físico, ao mim social e ao mim espiritual.
Seguindo as ideias de James, Cooley (citado por Hattie) adotou uma perspectiva mais social do self, introduzindo a noção de “looking glass self”, em que o self é formado pela imaginação daquilo que os outros pensam da nossa aparência, motivos, atos e carácter, ou seja, como uma “autoideia” que compreende três componentes: a imaginação da nossa aparência por outra pessoa, a imaginação dos juízos dessas pessoas sobre a nossa aparência e certos autossentimentos, como orgulho ou vergonha.
Mead explora as ideias de Cooley, dando especial ênfase ao papel da interação social, nomeadamente através do uso da linguagem, postulando dois momentos de desenvolvimento, através dos quais a criança adota atitudes de outros para o seu self: o I-self e o Me-self, para o qual dá particular relevo.
Freud (citado por Hattie) estuda o Id, Superego e o Ego. O Id é o centro do processo instintivo, associando-se a relações internas e do corpo, movendo-se entre a dualidade da dor e do prazer. O Superego, por seu lado, está associado a relações externas e espirituais, transmitindo expectativas ao indivíduo, isto é, representa o ideal no lugar do real, dirigindo-se – contrariamente ao prazer – em direção à perfeição.
O Ego assume-se como a ligação entre o Id e o Superego, podendo diferenciar os conceitos da mente e os do mundo exterior, ou seja, é a porção da personalidade que abarca o núcleo das tomadas de decisão, planeamento e defesa, sendo encarado como uma representação cognitiva do self. O Ego é, então, aquela parte da personalidade responsável pela aprendizagem e pelo controlo e supressão dos impulsos básicos, percebendo e testando a realidade – interna e externa –, selecionando e rejeitando padrões de comportamento.
Em 1976, após um período de estagnação no estudo do self, provocado pelo apogeu do behaviorismo, Shavelson (citado por Hattie) inicia o estudo do autoconceito, definindo-o como “a person’s self-perceptions formed through experience with an interpretation of his or her environment”.
Wells e Marwell (citados por Serra) concebem o autoconceito como um constructo hipotético que atua sobre as ações e os atos que influenciam a autopercepção da pessoa, não sendo uma entidade dentro desta.
O autoconceito define-se, então, como o “conceito que o indivíduo faz de si próprio, como ser físico, social e espiritual ou moral”.
Veiga clarifica e simplifica esta noção, ao apresentar o autoconceito como a percepção que o indivíduo tem de si próprio como tal e de si mesmo em relação aos outros. Para este autor, o autoconceito é o núcleo mais central da personalidade e da existência, e, citando Rosenberg, afirma que é determinante de pensamentos, sentimentos e comportamentos.
O autor conjuga as suas ideias com as ideias de Serra, em que este último define o autoconceito como a percepção que o indivíduo tem de si próprio, englobando a personalidade da pessoa.
Ainda em Valente, encontra-se a noção dada por Faria e Fontaine, em que o termo autoconceito é encarado, de uma forma global, como a percepção de si próprio e, de uma forma mais específica, como o conjunto de atitudes, sentimentos, e conhecimentos acerca das capacidades, competências, aparência e aceitabilidade sociais próprias.
Esta especificidade também é encontrada na definição fornecida por Guerra, que considera o autoconceito como o sistema organizado constituído por crenças, preconceitos, memórias, predisposições, expectativas, conhecimentos, medos, reações, comportamentos, talentos e significados.
Para Alcántara (citado por Bruges), o autoconceito é percebido como a opinião que se tem da própria personalidade e sobre a sua conduta, sendo o conjunto de autoesquemas que organizam as experiências do passado e que são usados para reconhecer e interpretar estímulos relevantes no ambiente social.
Shavelson e Bolus (citados por Bruges) referem que a percepção é organizada segundo categorias descritivas e avaliativas, produto da abstração e interpretação do comportamento observado do próprio indivíduo.
Observa-se, de uma forma geral, um consenso entre os autores. Desde as primeiras incursões da psicologia do século XIX no conceito de pessoa e a percepção do indivíduo sobre si próprio até aos mais recentes estudos do século XXI sobre o autoconceito, os diferentes eruditos abrangem a percepção que a pessoa tem das suas estruturas materiais, sociais e espirituais. Ora, entende-se que a noção de autoconceito se organize como um sistema que influencia o modo como a pessoa está perante a sociedade e si próprio, logo, também influencia o seu agir.
Revela-se, assim, a influência do autoconceito de determinado indivíduo no modo como este percebe a si mesmo e o mundo à sua volta. Ou seja, esse indivíduo é influenciado por esquemas mentais que determinam o tipo de informação que considera relevante para si. Desta forma, se aquela pessoa apresentar um autoconceito elevado, atribui o sucesso a fatores internos – como as suas capacidades naquela matéria –, melhorando, consequentemente, a esperança no êxito e aumentando o esforço. Por outro lado, em caso de fracasso, este é atribuído a fatores externos, como o acaso. Nestes casos de baixo autoconceito, o sucesso é atribuído a fatores externos (sorte ou facilidade da tarefa, por exemplo) e o fracasso a fatores internos e estáveis, como a inaptidão.
Há que considerar o autoconceito como um sistema dinâmico, adaptável a cada circunstância. Influencia a ação do indivíduo, dirigindo-a para uma atividade em que a sua expectativa pelo sucesso seja mais elevada e afastando-o da área em que o seu autoconceito seja menor.
Segundo Fits (citado por Bruges), quanto melhor é o autoconceito, melhor é o desempenho de um indivíduo, desde que esteja em pé de igualdade, em termos de aptidões, com outros que lhe sirvam de comparação.
O autoconceito depende, na sua formação, das avaliações feitas pelos outros, da comparação do comportamento do indivíduo com as normas dos grupos de referência, das atribuições pessoais feitas ao comportamento observável e, ainda, de outras influências socioculturais.
A formação do autoconceito está intimamente associada à formação da identidade e, como tal, desenvolve-se a par com o crescimento da criança. Nos primeiros anos de vida, desenvolve-se o self corporal e aparece o primeiro sentido de autoestima. Na fase pré-escolar, desenvolve-se a autoimagem. A partir dos 6-7 anos, já se observam sistemas de atitudes e valores. Esta classificação encontra alguns paralelismos em correntes da psicologia do desenvolvimento, nas quais se salienta o direcionamento da criança para si própria nos primeiros tempos de vida e a formação do quadro de valores no início da idade escolar.
Segundo Guerra, as emoções primárias, em constante interação com o meio, organizam o sistema cognitivo-afetivo, formando o núcleo do desenvolvimento. Por sua vez, após o conceito do Eu estar consolidado, desenvolvem-se outras emoções como orgulho ou culpa. São emoções autoconscientes e avaliativas, e derivam de normas, regras e crenças que foram sendo desenvolvidas ao longo do ciclo vital.
Assim, a família é o primeiro fator de desenvolvimento, atuando como modelos de ação e fonte de reforços e influências (Wylie, 1979; Serra, 1987, citado por Valente).
É na experiência vivida pelo sujeito, nos vários contextos de vida em que se move, e na leitura que este faz dessa vivência que ocorre a formação do autoconceito. Os julgamentos feitos pelos outros – em especial, os outros significativos – à ação do indivíduo, os comentários depreciativos feitos à identidade do sujeito, as observações e avaliações sobre o seu próprio desempenho e as comparações entre o seu comportamento e o dos sujeitos dos grupos sociais de referência são elementos participantes da formação do autoconceito (Serra, 1995, citado por Valente).
Valente defende a evolução do autoconceito ao longo do ciclo vital da pessoa, sendo que a entrada na escola e os primeiros anos escolares são momentos de grande importância na sua formação. Nesta fase, a pessoa assume novos papéis de caráter avaliativo e novas exigências neste contexto (interação com pais, professores e pares, classificações e rendimento escolar) que contribuirão para o aumento ou diminuição do autoconceito. O sucesso nesta fase é essencial, e se o resultado for um autoconceito bom e estável, o indivíduo crescerá com uma percepção mais positiva de si e menos ameaçadora do mundo, desenvolverá estratégias de coping mais adequadas e terá uma sensação de bem-estar consigo e com os outros.
Contudo, esta opinião não é partilhada pela totalidade das correntes psicológicas, existindo as que observam o autoconceito como “traço” e as que o encaram como “estado”. Estudos realizados por Bachman e O’Malley (1977, citados por Veiga) permitiram observar a estabilidade do autoconceito, considerando os autores que o autoconceito se mantém constante ao longo do tempo. Para eles, é um traço da personalidade do indivíduo.
Para outros autores, se o autoconceito tem origem nas situações sociais, terá, consequentemente, de mudar com o contexto dos sujeitos (Gecas, 1982; Musitu, 1982, 1988, citados por Veiga).
Existem ainda outros autores (Damon & Hart, 1986; Markus & Kunda, 1986, citados por Veiga) que apresentam posições menos extremas, reconhecendo uma natureza dual para o autoconceito. Para estes autores, existe um self nuclear, mais estável, considerando a existência simultânea de outros selves, menos importantes e estáveis.
Os termos autoconhecimento e autoconsciência são comummente encontrados na literatura como semelhantes ao autoconceito. Para esta autora, tais termos devem ser observados como sinónimos. Nos escritos europeus podem ser encontradas as expressões “conhecimento de si” e “autoconsciência”, e nos escritos americanos os termos “eu”, “mim” e “meu”, termos estes semelhantes entre si, segundo a autora.
Shavelson e Bolus (citados por Bruges) consideram o autoconceito como um conceito geral, estável e multifacetado, refletindo um sistema de categorias, adotado por um determinado indivíduo e/ou compartilhado por um grupo, sistema esse que convém ser explorado mais profundamente.

## Estrutura do Autoconceito
Definiu-se anteriormente o autoconceito como a percepção que o sujeito tem de si mesmo, sob vários pontos de vista, quer pessoais, quer sociais, quer espirituais ou morais.
Segundo Shavelson e Bolus (citados por Serra), estas percepções são formadas a partir de três aspetos que as estabelecem: a experiência e as interpretações do ambiente onde a pessoa se situa; o esforço e a avaliação das pessoas significativas do meio ambiente; e as próprias atribuições que o indivíduo faz ao seu comportamento.
Shavelson e colaboradores (citados por Hattie e por Serra) concluíram, nos seus vários estudos, que o autoconceito é um constructo hierárquico e multifacetado, organizado ou estruturado, estável, evolutivo, descritivo, avaliativo e diferenciável de outros constructos.
Assim:
- O autoconceito está organizado ou estruturado, pois o sujeito cria categorias com a informação que as pessoas têm dele próprio, relacionando-as;
- O autoconceito é multifacetado, sendo o sistema de categorias de autorreferência de um dado indivíduo ou grupo refletido pelas facetas que se constituem. Goldstein, Rogers e Murphy (citados por Bruges)[20] apoiam esta terminologia, defendendo que o Eu era uma total configuração de porções entrelaçadas, que se influenciam, potencialmente, em determinado momento;
- O autoconceito é hierárquico, na medida em que as percepções dos comportamentos e das atitudes em situações específicas vão permitir inferências acerca do Eu, nos diferentes domínios – social, físico e académico –, que vão ascendendo progressivamente até atingir os níveis superiores de autoconceito global ou ápice. A noção de hierarquia do autoconceito é universal.

Rychlak (citado por Hattie) afirmou que “a hierarchical concept is immediately suggested when one thinks of the formal properties of particulars, each of which belongs to a certain class of now more abstract, universal form”.
Segundo Hattie (1992), o superior hierárquico mais consistente é a conceção sobre o eu.
- O autoconceito geral é estável, no ápice da hierarquia. Contudo, à medida que se desce na organização hierárquica, alcançando o nível das situações específicas, o autoconceito, esta estabilidade tende a tornar-se efémera. Para Marsh (citado por Bruges),[20] “as mudanças da autopercepção, na base da hierarquia, podem alterar os conceitos dos níveis altos; e as mudanças no autoconceito geral podem requerer mudanças em muitas situações específicas”;

- O autoconceito é evolutivo, tendendo a tornar-se multifacetado com a evolução do indivíduo desde a infância até à idade adulta;

- O autoconceito é descritivo e avaliativo, uma vez que os sujeitos podem, concomitantemente, descrever-se a si mesmos e avaliar os seus comportamentos;

- O autoconceito pode ser diferenciado de outros constructos com os quais está relacionado.

Shavelson e colaboradores (citados por Serra) definem um modelo de hierarquização do autoconceito em que no ápice do mesmo está o autoconceito global, subordinados ao qual se encontram um autoconceito académico e um autoconceito não académico. Paralelamente, o autoconceito académico está subdividido em componentes específicos, respeitantes a aspetos escolares gerais – Matemática, História, etc.
Stein (citado por Bruges) vai ao encontro desta ideia, salientando que o uso do termo autoconceito académico pode ser caracterizado por dois elementos: a reflexão dos aspetos descritivos e avaliativos da autopercepção; e a centralização desta em competências, no lugar de atitudes.
O autoconceito não académico, por seu lado, encontra-se segmentado em autoconceitos físico, emocional e social, os quais, subsequentemente, também se subdividem em áreas mais específicas (Shavelson et al., citados por Serra).
O autoconceito físico tem em conta os aspetos relativos às aptidões pessoais e aparência física, estando esta relacionada positivamente com o autoconceito, segundo apontam alguns estudos (Bruges). Nesta perspetiva, as pessoas com boa percepção das suas características físicas tendem a ter uma autoestima elevada.
O autoconceito físico não deve ser confundido com a imagem corporal, embora esta esteja ligada à avaliação da aparência física, pois não há, necessariamente, uma relação positiva entre as duas variáveis (Bruges).
No que toca ao autoconceito social, este subdivide-se entre os pares sociais e as pessoas significativas.
A noção de autoconceito social teve a sua origem em William James, quando este escreveu:
“A man’s social self is the recognition which he gets from his mates. We are not only gregarious animals, liking to be in sight of our fellows, but we have an innate propensity to get ourselves noticed, and noticed favourably, by our kind.”
Bruges, parafraseando Cooley, salienta o reforço da ligação entre o autoconceito social e o reconhecimento social, em que Cooley apresentou a mais poética das hipóteses das ciências sociais — “each to each a looking glass/reflects the other that doth pass” —, tendo-a explicado da seguinte forma:
“As we see our face, figure and dress in the glass, and are interested in them because they are ours, so in imagination we perceive in another mind some thought of our appearance, manners, aims, deeds, character, friends, and so on, and are variously affected by it.”
Nesta linha de pensamento, o autoconceito social refere-se às percepções das pessoas sobre a forma como os outros os amam e admiram, ou seja, refere-se à percepção da aceitação social, ideia esta também focada por Fitts (citado por Bruges,), ao definir o autoconceito social como a percepção que as pessoas têm das suas competências sociais, em que a presença de um autoconceito positivo no sujeito perante os outros estimula a confiança na sua competência social.
Conforme James, o autoconceito social alude à avaliação das competências da pessoa ou de grupos específicos de outras pessoas, sendo que a avaliação das aptidões sociais não implica outras pessoas.
Outros modelos de estruturação do autoconceito são apresentados por alguns autores, destacando-se Song e Hattie (citados por Hattie), que introduzem algumas alterações ao modelo de Shavelson, subdividindo o autoconceito académico em realização, capacidade e sala de aula.
No que concerne ao autoconceito da realização, este é compreendido como a capacidade de a pessoa se realizar, estando relacionado com os sentimentos e as percepções da realização atual, sendo a autorrealização o produto da realização pessoal num determinado período.
Por outro lado, o autoconceito social é subdividido noutros fatores: o autoconceito familiar e o autoconceito dos pares, relacionado com as pessoas significativas.
Paralelamente, o autorrespeito é também subdividido em dois fatores, que são a confidência e o autoconceito físico, estando relacionados com a apresentação do eu perante os outros. Por sua vez, o autoconceito físico pode ser dividido em competências e aparência física.
Segundo Bruges, estes dois modelos de estruturação do autoconceito concebem-no como estrutura e processo. Estrutura, ou conjunto de crenças, enquanto dominantes de processos e ações; estrutura/processo enquanto envolvente de um conjunto de crenças hierárquicas, multifacetadas, latentes e orientadoras de comportamentos de grupos sociais – estas variando com as situações.
O autoconceito pode ser influenciado por situações e pessoas significativas, sendo culturalmente limitado pelas diferenças de gerações e mutável com a idade.
Esteban (citado por Bruges) aborda o autoconceito sob uma forma diferente, definindo-o como uma estrutura multidimensional composta por outras estruturas fundamentais, delimitadoras de grandes regiões do autoconceito – subestruturas –, que, por sua vez, se dividem em categorias.
A Tabela 1.1 apresenta a organização multidimensional do autoconceito de Esteban (citado por Bruges):
| Estruturas              | Subestrutura                                           | Categorias |
| O “si mesmo” material   | O “si mesmo” somático O “si mesmo” possessivo          | Ações, aparência física e condição física Possessão de objetos Possessão de pessoas                                                                                     |
| O “si mesmo” pessoal    | Imagem de “si mesmo” Identidade de “si mesmo”          | Aspirações Capacidades Sentimentos e emoções Gostos e interesses Qualidades e defeitos Denominações simples Papel e estatuto Consistência Ideologia Identidade abstrata |
| O “si mesmo” adaptativo | Valor de “si mesmo” Atividade de “si mesmo”            | Competência Valor pessoal Autonomia Estratégias de adaptação Ambivalência Dependência Atualização Estilo de vida                                                        |
| O “si mesmo” social     | Preocupações e atividades sociais Referência ao sexo   | Recetividade Dominação Altruísmo Referência simples Atrativo Experiência sexual                                                                                         |
| O “si mesmo” dos outros | Referência ao outro Opiniões dos outros sobre si mesmo | |

Esta abordagem de Esteban (citado por Bruges) baseia-se em William James, no que se refere aos elementos integrantes do mim – o mim material, o mim social e o mim espiritual.
O autoconceito é, assim, um constructo de grande complexidade, pelo que a sua contínua exploração afigura-se necessária.

## O Problema de uma definição de autoconceito
Definir o constructo psicológico do autoconceito é uma tarefa complicada, devido a várias razões: em primeiro lugar, falta uma definição clara e geralmente aceite de constructo do autoconceito. Não há consenso sobre o significado do conteúdo debatido em diferentes trabalhos, mesmo com redação idêntica. Não existe uma homogeneidade dos termos usados. Shavelson e colaboradores apresentaram 17 dimensões conceptuais diferentes nas quais a definição de autoconceito pode ser categorizada. Foram também identificados por Hansford e Hattie, na sua meta-análise de 128 estudos sobre o autoconceito, 15 termos diferentes. Como se pode verificar, ao longo de toda a literatura científica existente sobre o autoconceito existem, ao mesmo tempo, outros termos, na sua maioria putativos sinónimos, como autoimagem, automodelo, autoteoria, autoidentidade, autoavaliação ou autopercepção. O termo autoestima é, ainda que nem sempre, semanticamente diferenciado, mas há também uma variedade de outros termos qualificados como sinónimos, como autoaceitação ou autoconhecimento. Dependendo do autor, esses termos são, por sua vez, definidos de forma diferente – o que não leva a que seja fácil avaliar e comparar os distintos e diferentes estudos nesta área.
Se, inicialmente, essa dificuldade só se aplica ao autoconceito geral, a verdade é que se alguém se adentrar nas áreas individuais do autoconceito irá deparar-se com um mundo de palavras, sinónimos e expressões que dificultam muito o estudo e a definição da estrutura e evolução do conceito de autoconceito ao longo do tempo.
Por último, mas não menos importante, o uso linguístico emerge de diferentes traduções do inglês.
Uma razão crucial para esta miríade de nomes, sinónimos, diversidade de termos, teorias e modelos de autoconceito é o facto de este tema ser do interesse de diferentes disciplinas, como psicologia do desenvolvimento, educação, psicologia, psicologia diferencial, psicologia social, ciências da educação, entre outras.
Além disso, o autoconceito, como muitas outras construções e estruturas psicológicas, também é usado na linguagem comum, em frases e textos que se afastam do rigor académico. Além disso, há muitos investigadores que não se preocupam em aprofundar o tema da origem, definição e constructo de autoconceito, caindo em definições incompletas ou etéreas, sem ser claramente definido e teoricamente fundamentado.

### Diferentes Definições de Autoconceito
O que a maioria das diferentes definições do autoconceito têm em comum é a explicação das percepções e suposições sobre si mesmo, incluindo o conhecimento de características pessoais, habilidades, preferências, sentimentos, personalidade e comportamento. Como todas as características mentais não diretamente observáveis, o autoconceito é um constructo hipotético usado para entender o comportamento e as relações humanas, e, ao mesmo tempo, usado para criar prognósticos de comportamento humano cientificamente verificáveis.
No sentido de autoconceito como uma “teoria sobre si mesmo”, geralmente é assumido que o autoconceito abarca um complexo estrutural avaliativo de valores, assim como cognitivo.
Harter entende o autoconceito nesse sentido, tanto como um constructo cognitivo, como um constructo social. A estrutura do autoconceito, ou seja, a maneira como as autorrepresentações individuais são organizadas e explanadas, é significativamente alterada por processos de desenvolvimento cognitivo. Por outro lado, ao considerar o autoconceito um constructo social, entram em jogo as interações sociais e culturais que têm a particularidade e o papel importante de influenciar as partes avaliativas do self. É crucial reforçar que estes são sempre conceitos subjetivos, o que implica que não existem conceitos diretos num mundo e ambiente considerado intersubjetivo e objetivo, como o nosso. O superotimismo infantil é um bom exemplo deste caso.
Uma base importante para a pesquisa do autoconceito psicológico do desenvolvimento foi criada por James, no seu trabalho de 1890 Princípios de Psicologia, no qual interpreta a diferenciação entre o I-Self como sujeito ativo e o Me-self como objeto da própria autoconsciência. Esta distinção ilustra o carácter dual do self, que, assim, pode ser considerado um sujeito cognoscente e também um objeto de conhecimento. Filipp e Klauer falam do “self como um processo”, em comparação – e para distinguir – com o “self como um produto”. Wylie resume os vários pressupostos teóricos utilizados para distinguir esses dois aspetos fundamentais do self na literatura do último século, escolhendo entre o I como o ativo visualizador e o Me como objeto visualizado que, como produto do processo de visualização empírico, contém as informações recolhidas sobre cada um, sobre si mesmo de maneira diferenciadas.
Shavelson e colaboradores explicam, no seu artigo, que para alcançar uma definição adequada do self, primeiro define-se o autoconceito como a percepção individual de si mesmo por meio de vivências com o meio ambiente. Este é, em particular, influenciado pelo contacto de cuidadores, pais, professores e pessoas importantes na vivência do self.
De acordo com a definição de Shavelson e colaboradores, o autoconceito só pode ser derivado – e é único e exclusivo – da própria pessoa, enquanto as avaliações e percepções de outras pessoas formam uma avaliação e um constructo distinto do próprio autoconceito. Ao mesmo tempo, enfatizam que o autoconceito é considerado uma variável de personalidade relativamente estável, ainda assim sujeita a desenvolvimento e evolução ao longo do tempo, conforme as experiências e as influências externas. No centro da sua definição, como pedra angular, está um modelo de autoconceito que contém diferentes categorias apresentadas num determinado arranjo, criando, assim, um modelo de autoconceito caracterizado como multidimensional e hierarquicamente estruturado.

### Diferenciação do Autoconceito de outras teorias semelhantes
Conceptualmente, o autoconceito deve ser delimitado a partir de duas teorias que se relacionam em termos de conteúdo: autoeficácia e autoestima.
Do ponto de vista da teoria de aprendizagem social de Bandura, autoeficácia é caracterizada pelos “julgamentos das pessoas sobre as suas capacidades para organizar e executar cursos de ação necessários para atingir determinados tipos de performances” (tradução livre). Em contraste, o autoconceito é menos específico em relação ao contexto ou à situação, porque a avaliação não se baseia apenas numa tarefa específica, mas em algo mais geral e em competências mais abrangentes.
Por outro lado, há uma enorme discussão em torno da diferença entre autoconceito e autoestima. Onde estão as maiores diferenças? Onde começa um e acaba o outro? Parece haver consenso de que o termo mais amplo do autoconceito inclui aspetos cognitivos, afetivos e comportamentais, enquanto sobre o conceito de autoestima só se aplicam os componentes avaliativos/afetivos considerados no autoconceito mais amplo. A autoestima é frequentemente definida como positiva ou negativa, em relação à pessoa, ou como um grau de satisfação para com o próprio. Assim, depreende-se que a autoestima se foca em características e qualidades numa determinada área, por exemplo, desporto, para uma pessoa ou sucesso académico para outra. Isto leva a que uma pessoa que tenha qualidades atléticas medíocres revele uma excelente autoestima, pois foca-se nos seus pontos fortes, sabendo e considerando que o desporto não é importante.
Na psicologia motivacional tende-se, conceptualmente, a diferenciar entre a habilidade percebida e o afeto associado à mesma. Eccles e Wigfield conseguiram fazer isso usando análises fatoriais confirmatórias que diferenciavam empiricamente os dois componentes. Estudos posteriores também mostram que a relação entre os dois aumenta com a idade. Como consequência, quanto mais competente uma pessoa é numa determinada atividade, maior é o valor intrínseco da mesma e aumenta a motivação em realizá-la. As ferramentas de autoconceito de Marsh contêm componentes descritivos e avaliativos, uma vez que Marsh, ao contrário dos seus colegas citados anteriormente, não conseguiu encontrar diferenças significativas entre os dois termos e teorias.É por isso que ambos termos – autoconceito e autoestima – às vezes também são sinónimos.
Brinthaupt e Erwin também apontam a dificuldade de separar aspetos avaliativos e descritivos do self. De acordo com a sua investigação, é decisivo perceber se há uma tendência mais avaliativa ou descritiva, sendo as distintas partes do autoconceito medidas separadamente. A sua investigação mostrou que tarefas escolhidas reativamente tendem a ser avaliativas; no caso de questões abertas, são mais descritivas. Consequentemente, na maioria dos métodos de pesquisa de autoconceito, a tendência registada é avaliativa.
Intimamente relacionado com a definição do autoconceito encontra-se, muitas vezes, uma teoria ou modelo que, principal e figurativamente, incide sobre as relações entre os componentes individuais, representando, portanto, a teoria subjacente.

### A estrutura interna do autoconceito
No início da investigação do autoconceito, este tornou-se unidimensional e, portanto, definido como não específico para uma área, o que significa que a sua expressão também é baseada numa dimensão que pode ser descrita com uma medida. No entanto, assume-se uma estrutura multidimensional do self, e é por isso que Helmke sugere falar de “autoconceitos” – no plural – de uma pessoa.
Ao mesmo tempo, as investigações focam-se cada vez mais no desenvolvimento de múltiplas facetas individuais, bem como na estrutura do autoconceito. Mas sobre o grau exato de diferenciação e a definição das áreas de autoconceito individuais ainda existem grandes inconsistências.

## Componentes/dimensões do Autoconceito
Desde o tempo de William James que o autoconceito é percebido como um sistema cognitivo/avaliativo no qual a pessoa compara ao seus sucessos e fracassos, em vários domínios. Para alguns autores, este sistema avaliativo/cognitivo é considerado um componente do autoconceito.
Neste sistema, já James considerava o self como uma entidade multidimensional, a qual dividia em quatro componentes: self físico, material, social e espiritual.
Guerra também categoriza o autoconceito em componentes: autoestima, autoimagem e autoideal. À autoestima corresponde a capacidade avaliativa; à autoimagem corresponde o modo como o indivíduo se percebe; e o autoideal é aquele ao qual se comparam os outros componentes.
Esteban (citado por Bruges) considera o autoconceito como uma organização interna de atitudes, dividido em três componentes básicos: cognitivo, avaliativo e comportamental.

### Componente cognitivo
Na perspetiva do desenvolvimento, o Eu tem sido considerado um conceito cognitivo, adstrito a mudanças provenientes da idade e das capacidades das pessoas que vão despontando ao longo da vida (Harter, citado por Bruges).
Para Alcántara e Esteban (citados por Bruges), a faceta percetiva do autoconceito designa-se por autoimagem, referindo-se às ideias, crenças, opiniões, percepções e processamento da informação, ou seja, o juízo que se tem da própria pessoalidade e da sua conduta.
Serra (citado por Valente) já havia igualmente classificado a noção de autoimagem como o conjunto de percepções que o indivíduo tem de si próprio, isto é, a pessoa como objeto percebido pelo próprio. Este componente percetivo, na sua integridade (as várias autoimagens), irá organizar a estrutura do autoconceito.
Nesta linha de pensamento, o componente cognitivo é subdividido em três componentes, segundo Alcántara e Esteban (citados por Bruges): a autoimagem real, a autoimagem ideal e a autoimagem social.
A autoimagem real designa a percepção que a pessoa tem das suas próprias características e atributos.
A autoimagem ideal corresponde à representação que o sujeito tem de como gostaria de ser, isto é, a inteleção daquilo que aspira ser – valores e propósitos – nas diversas posições ou ensejos da vida.
A autoimagem social representa a crença que a pessoa tem de si mesma, em função das opiniões dos outros, ou “significant others”, na expressão de Sullivant (citado por Bruges).
Cooley (citado por Bruges) vai ao encontro desta ideia, ao integrar os efeitos do ambiente social na sua teoria do autossentimento, na qual utiliza a já conhecida expressão “looking glass self”, isto é, aquilo que o sujeito imagina sobre o que os outros pensam dele.
Nesta mistura de sentimentos e percepções, antagonizam-se sentimentos de vergonha e de confiança. A vergonha nasce do fracasso resultante do desajustamento aos padrões dos outros, enquanto a confiança brota do facto de se estar à altura dos seus próprios padrões.
Indo ao encontro desta ideia de autoimagens, Serra utiliza o termo autoconceito real e autoconceito ideal como segmentação do componente cognitivo do autoconceito, sendo significantemente semelhantes. O autoconceito real é equipolente à forma como uma pessoa se concebe e se computa tal como é na realidade. O autoconceito ideal é a forma como o sujeito gostaria de ser, representando as qualidades humanas, que são valorizadas pelo meio sociocultural. Autoconceito aspirado é outro termo que o autor utiliza, significando aquilo que o sujeito aspira ser.
A autoimagem pode, assim, ser encarada como a representação mental que um sujeito tem de si mesmo, nas aspirações e expectativas.

### Componente avaliativo
A avaliação que um indivíduo faz de si próprio nada mais é do que uma reprodução das avaliações produzidas pelos outros. De tal modo, “as autopercepções dos indivíduos numa tarefa são muito influenciadas pela credibilidade atribuída ao avaliador” (Rosenberg, 1974, citado por Serra). Ou seja, vemo-nos pelos olhos dos outros, sentindo esta apreciação apenas quando os avaliadores são significativos.
Contudo, as avaliações podem ser fruto de comparações sociais, em que outras variáveis influenciam diretamente a autoavaliação do indivíduo – nomeadamente, a raça, o estrato social ou as formas de educação.
Neste contexto, é a autoestima que impera, ligada aos aspetos de avaliação e aceitação/rejeição das capacidades e ações pessoais. Pode ser apresentada como a percepção que o indivíduo tem de si próprio como tal e de si mesmo em relação aos outros, sendo o núcleo mais central da personalidade e da existência, determinante de pensamentos, sentimentos e de comportamentos.
Potter comenta que a autoestima é o nosso sentimento de autovalorizarão, que pode ser compreendida como um entendimento da relação entre o autoconceito da pessoa e o eu ideal, e que a pessoa com elevada autoestima tende a atribuir o sucesso às qualidades e aos esforços pessoais.
Sendo definida como “um processo avaliativo que o indivíduo estabelece acerca das suas qualidades ou desempenhos”, a autoestima é, afinal, a parte afetiva do autoconceito, em que a pessoa faz julgamentos de si própria, ligando sentimentos positivos e negativos às diferentes facetas da sua própria identidade.
Alcántara (citado por Brugges) considera a autoestima como a resposta da sensibilidade e emotividade, diante de valores e contravalores, que existem no indivíduo. Trata-se de um juízo de valor sobre as qualidades pessoais, indicando a forma como uma pessoa se sente portadora de valores e qualidades significativas para si própria e para a sociedade.
A autoestima era abordada por James quando mencionava o nível de amor-próprio do indivíduo. Para este autor, não se pode separar o self-feeling do estudo da noção de self. O self-feeling pode existir num sentido positivo ou negativo. Para o primeiro sentido, encontramos o termo “autocomplacência”, que pode ser entendido como orgulho, vaidade, autoestima, arrogância ou vanglória. No extremo oposto, James equipara os termos modéstia, humildade, confusão, vergonha e mortificação.
As variações do amor-próprio do indivíduo têm, geralmente, uma correspondência na sua expressão facial e postura, sendo que pode apresentar um semblante triste e postura frouxa ou um semblante confiante com uma postura ereta, conforme se apresenta com baixa autoestima ou confiante, respetivamente.
Porém, o barómetro da nossa autoestima e confiança sobe e desce de um dia para o outro por causas que mais parecem orgânicas e viscerais do que racionais, as quais, certamente, não têm relação com as variações da estima que os nossos amigos têm por nós.
Sorensen (citado por Bruges) divide o conceito de autoestima em duas vertentes: autoestima global e autoestima específica.
A autoestima global é concebida como “a medida de aferição de como alguém se percebe de si, na sua totalidade”. A autoestima específica é “a medida de aferição pelo qual cada um aprecia uma parte específica de si próprio”.
A autoestima assume, assim, um papel importante na percepção dos acontecimentos, na sua interpretação e no posterior desenvolvimento nas ações das pessoas. Se os fracassos são concordantes com as aspirações, com o ideal e com as estimas dos outros, então é possível encontrar pessoas com uma avaliação negativa de si, o que pode conduzir ao autodesprezo ou desaprovação. As pessoas que aceitam a sua própria realização e que têm a capacidade de viver sem crises patológicas os seus erros e fracassos têm normalmente um nível adequado de autoestima (Bruges).
Serra encara a avaliação como significativa para o comportamento humano, uma vez que é dela que surge o aspeto afetivo e emocional.
Para Valente, a autoestima está ligada a aspetos avaliativos e emocionais do autoconceito, na medida em que é constituída pelas avaliações que o indivíduo elabora sobre si mesmo e o modo como se sente. Este componente resulta da relação entre os objetivos a que o indivíduo se propõe e o êxito alcançado. Ideia esta também apresentada por James, que considera que se as pretensões do indivíduo forem menores, qualquer sucesso será sentido como um grande incremento na autoestima do sujeito.
Salienta também que estes aspetos têm particular pertinência clínica, uma vez que a avaliação que o sujeito faz de si mesmo, do seu estilo de vida e de uma dada aptidão é importante, pois uma avaliação positiva permite à pessoa alcançar objetivos desejados, obter reforços, evitar o fracasso, ser punido e não ficar ansioso.
Wells e Marwell (citados por Serra) subdividem a autoestima em dois grandes componentes: autoestima baseada num sentimento de competência, poder ou eficácia – relacionada com a execução convincente e com sistemas de autoatribuição e imagem social; e autoestima baseada num sentido de virtude ou de valor moral – relacionada com normas e valores relativos à conduta pessoal e interpessoal, no que toca a justiça, reciprocidade e honra.
Paralelamente, encarado nas vertentes de competência, poder e eficácia, ligados aos aspetos motivacionais e aos processos de autoatribuição e de comparação social, os sentimentos de autoeficácia são despertados de todos estes componentes, e da soma de todas as suas percepções avaliativas e identificativas, como reconhecimento de uma identidade.
Quando encarada numa vertente de virtude e valor moral, a autoestima está ligada “às normas e valores respeitantes ao comportamento pessoal e interpessoal, em termos de justiça, reciprocidade e harmonia” (Wells, 1976, citado por Serra).
Veiga faz, então, uma síntese dos estudos encontrados, referindo que a autoestima “aguda” ou situacional está ligada à percepção que o indivíduo tem do seu valor ou competência num determinado contexto ou visão. Por outro lado, a autoestima “crónica” ou global está relacionada com as expectativas de êxito ou fracasso baseados nas experiências passadas, e inclui a percepção permanente do valor e da capacidade que o indivíduo atribui a si próprio. Mais ainda, o autor considera que o autoconceito supõe uma estrutura estável, que não se altere a cada mutação ambiental, e uma área mais vulnerável que permita a adaptação ao meio.
Porém, Coopersmith (citado por Bruges) identificou quatro componentes da autoestima: competência [capacidade de realizar com êxito os objetivos particulares de cada um, que Serra designa por autoeficácia]; importância (sentimento de ser aceite e respeitado); coerência (ajuda de acordo com as próprias crenças e valores); e poder (habilidade de influência extrapessoal).
A autoestima assume, assim, um papel preponderante no entendimento dos feitos, na sua trasladação e no subsequente desenvolvimento das ações das pessoas. Está fortemente relacionada com a autopercepção da aparência física, em que os jovens que têm uma noção positiva da sua índole física – sendo felizes com a mesma – terão, verosimilmente, uma autoestima geral alta, uma vez que a percepção da aparência física tem mais significado para a autoestima geral do que a percepção da aceitação social (Harter, citado por Bruges).
Coopersmith (citado por Bruges) salienta que os jovens com elevada autoestima são ativos, bem-sucedidos, espontâneos, autoconfiantes, otimistas, com pouca ansiedade e fraca tendência para a destruição. Pelo contrário, quando a autoestima é baixa, estas características tendem a inverter-se.
Desta forma, a autoestima assume um papel pertinente na vida das pessoas, influenciando vários dos seus aspetos (Alcántara, citado por Bruges):
- Condiciona a aprendizagem;
- Ajuda a superar as dificuldades, quando é positiva;
- Fundamenta a responsabilidade, isto é, ajuda as pessoas a serem responsáveis, capazes e dispostas a comprometerem-se;
- Apoia a criatividade e esta surge quando a pessoa tem fé em si própria, na sua originalidade, nas suas capacidades;
- Determina a autonomia pessoal, pois a pessoa com autoestima positiva é autónoma, autossuficiente, segura de si mesma, capaz de tomar decisões, aceita-se a si própria e sente-se bem consigo;
- Garante a projeção futura da pessoa a partir da assunção das suas qualidades e projeta-se para o futuro;
- Constitui o núcleo da personalidade.

Nesta linha de pensamento, a autoestima valoriza no indivíduo o que há de positivo e de negativo em si. Implica a distinção entre o favorável e o desfavorável, o agradável e o desagradável, que a pessoa vê em si. A essência da pessoa é, assim, um agir dinâmico na sua autorrealização, em que a autoestima é condensada na valoração, no sentimento, na admiração ou no desprezo, no afeto, no gozo ou na dor íntima de cada ser. Segundo Alcántara (citado por Bruges), chega-se, assim, ao âmago da autoestima, em que se estará a um passo do “amarás ao próximo como a ti mesmo”. Ou seja, é pelo amor e estima a nós mesmos, que a pessoa se desenvolverá e se realizará.
A autoestima surge, deste modo, embrenhada nesta visão.

### Componente comportamental
As pessoas se percebem, ou pensam em si, de muitas formas, tanto em termos de sentimentos, como em termos de capacidades e ações (Bruges).
Essas percepções evocam sentimentos acerca de si próprios, sendo geralmente intensos, que podem ou não ser uma imagem fidedigna da realidade e que conduzem a pessoa numa tendência de adoção de comportamentos de aceitação/rejeição social (Serra).
Com o passar do tempo, o autoconhecimento – ou a autopercepção – ajuda a obter uma visão mais realista de si mesmo, conduzindo a um equilíbrio entre a autoaceitação e a autorrejeição (Sorenson, citado por Bruges). Esta capacidade que o sujeito tem para inovar, transformar e ser flexível faculta o desenvolvimento, tornando possível uma adaptação psicológica saudável, atingindo o equilíbrio entre a aceitação de si próprio, tal como é, e a rejeição daquilo que quer mudar.
A consciência de si leva, então, ao crescimento pessoal em termos de comportamento e discernimento pessoal, uma vez que as pessoas não são estáticas, estando inseridas no processo de desenvolvimento pessoal (Sorenson, citado por Bruges).
Nesta perspetiva, a “autoaceitação é um dos grandes segredos na evolução pessoal e não existe autoaceitação completa sem que você passe a aceitar o seu corpo da forma como ele é” (Ribeiro, citado por Bruges).
A aprendizagem pessoal e social vai, assim, moldando o homem ao longo da sua vida, através de modelos ou figuras significativas que lhe despertam emoções positivas.
Outros autores – como Serra e Fitts – abordam este assunto de forma diferente, dividindo o autoconceito por dimensões.
Para Rosenberg (1979, citado por Veiga), as dimensões são o modo como se descrevem as diferentes partes e o todo. A sua teoria propõe um modelo de quatro áreas: conteúdo (partes do conceito); estrutura (relações entre as partes); dimensões; e extensões do Eu (fronteiras do objeto).
No entanto, várias exceções podem ser tomadas.
Serra considera que o autoconceito é constituído por duas dimensões essenciais: identidades do indivíduo; e dimensões avaliativas e emocionais, nas quais engloba a autoestima.
As dimensões do autoconceito podem também ser consideradas como os fatores das escalas utilizadas para se proceder à avaliação do mesmo (Veiga).
Assim, quando Fitts (1964) se refere às dimensões do autoconceito, considera os oito fatores da escala que utiliza – a Tennessee Self Concept Scale. Estes fatores são:
- Autoconceito físico;
- Autoconceito ético-moral;
- Autoconceito pessoal;
- Autoconceito familiar;
- Autoconceito social;
- Identidades;
- Autossatisfação;
- Comportamento.

### Autoconceito físico
O autoconceito físico apresenta a visão individual da pessoa, a sua forma particular de se ver, o seu corpo, o seu estado de saúde, a sua aparência física, as suas habilidades e a sua sexualidade, podendo ser dividido em habilidades físicas e aparência física.
O autoconceito físico reflete as atitudes do sujeito para com as suas características físicas, qualidades de liderança e a habilidade de expressar ideias. Pode ser medido por itens como: “eu sou uma pessoa atraente” e “a minha aparência incomoda-me”.

### Autoconceito ético moral
O autoconceito ético-moral descreve a pessoa a partir de uma referência moral e ética, examinando o valor moral, a relação pessoal com Deus, sentimentos de “ser uma boa ou má pessoa” e satisfação com as suas próprias crenças e religião, ou a falta delas.
Marques salientam que a maioria dos sistemas filosóficos sustentam que as leis morais são princípios fundamentais que devem reger a conduta humana. A obrigação de se identificar com uma conduta moral vem determinada por vários fatores: Deus, imperativo social, tradição, dever, consciência, pressão de um ideal. As principais instituições sociais que fomentam a moral na sociedade moderna são o lar, a escola, a igreja, a opinião pública e a lei.
Hoje em dia, surgem tendências renovadoras, que, pondo de lado a moral tradicional e esquecendo o “conceito do homem”, se orientam para considerações antropológicas da moral, procurando o “homem concreto” na sua relação existencial com Deus.

### Autoconceito pessoal
O autoconceito pessoal reflete o sentido individual de valor pessoal, os sentimentos de adequação enquanto pessoa e a autoavaliação da personalidade, excluindo o corpo e o relacionamento com os outros.
“A noção de envolvimento pessoal em tudo quanto acontece a seres humanos, seja onde for, também é expressão de uma filosofia de vida”.

### Autoconceito familiar
O autoconceito familiar espelha os sentimentos individuais de adequação, mérito, valor e dignidade como membro de uma família. Refere-se à percepção individual do eu em relação com o seu círculo relacional e social mais próximo.
Segundo a Grande Enciclopédia Universal, a família é a unidade sociológica natural e, enquanto tal, existiu em todas as civilizações e em todas as épocas desde que há testemunhos históricos. A sua função primordial é cuidar dos filhos, e a do casamento é regular a conduta social.
Como unidade sociológica, a família é um grupo organizado, unido por laços pessoais, íntimos e domésticos. A sua missão não se limita a cuidar só dos descendentes enquanto precisam de amparo e proteção. Serve também como meio para desenvolver personalidades socialmente úteis, para transcender o acumular de conhecimentos humanos, como a língua, a escrita e a conduta social, bem como para perpetuar a organização social. A família é, por conseguinte, fundamental para a civilização humana.
Os valores familiares revelam-se, assim, de alta importância para os seus membros, como para com a sociedade, razão pela qual goza de uma incomensurável importância religiosa, nomeadamente na doutrina católica, que, nessa perspetiva, elevou o matrimónio a sacramento. A família adquire, assim, perante a sociedade, algo de “Divino”.

### Autoconceito social
O autoconceito social é o “outro eu”, da forma como é percebido em relação com os outros, mas definindo “outros” numa forma mais geral, através da reflexão do sentido de adequação pessoal e de mérito na interação social com os outros em geral.
Assim, o contributo social é uma das formas pela qual muitas pessoas dão sentido à sua razão de viver, influindo diretamente sobre a maturidade emocional das mesmas.
Nesta linha de pensamento, a maturidade social compreende o modo como nos interligamos com os diferentes círculos sociais com os quais interagimos, quer sejam família chegada, quer sejam amigos íntimos ou simplesmente conhecidos, por essa ordem, podendo ser avaliada pelo nível de interesse expresso pelos membros dos diferentes círculos, cada vez mais distantes do nosso campo social íntimo e que se manifesta normalmente crescente.
James (citado por Hattie), afirma que temos uma propensão inata de nos tornarmos notados, e notados favoravelmente pelos nossos pares. No entanto, reconhece a importância das percepções individuais do sujeito: um homem pode ter tantos conceitos sociais quanto indivíduos que o reconheçam e transportem a sua imagem na sua mente.
O autoconceito social atenta, assim, à nossa honra, aos nossos amigos, aos laços humanos e a tudo o que diz respeito à pessoa, ou seja, é o reconhecimento ou percepção do sujeito pelos amigos ou pessoas significantes, aquilo que Sullivant (citado por Bruges) designou por “significant others”.

### Identidades
A identidade refere-se à descrição em que a pessoa salienta a sua identidade básica da forma como é autopercebida, no sentido de “o que sou eu?”.
A identidade, segundo Claes (citado por Valente), é um sentimento de uniformidade, de ser ele mesmo, de unidade da personalidade e reconhecimento de consistência por parte de outras pessoas significativas. Para Valente, a identidade procura compreender a continuidade e coerência do comportamento humano. Ajuda a compreender os aspetos do autocontrolo e os motivos que levam o indivíduo a inibir ou desenvolver determinado comportamento ou certas emoções que surgem em diferentes contextos.
O ser humano, ao longo da sua vida, é um pequeno pedaço de barro que se vai moldando na aprendizagem social. E a moldagem é feita a quente, através das figuras significativas com quem lida, no seu ambiente próprio, que lhe desperta emoções positivas nos comportamentos que gratificam e emoções negativas nos comportamentos que punem.
Da mesma forma, Potter refere que a identidade compreende o sentido interno da individualidade, totalidade e consistência de uma pessoa ao longo do tempo, incluindo a constância e a continuidade, implicando ser distinto e separado de outros, sendo ainda um eu total e único. Este sentido de identidade, coerente e consistente, evolui progressivamente e é influenciado pelas circunstâncias da vida.
Esta imagem do eu e o seu significado dependem dos valores culturalmente determinados, sendo, por sua vez, aprendidos por meio da socialização.
Nesta linha de pensamento, as teorias interacionistas definem identidade como “papéis sociais internalizados”, em que, por sua vez, “o papel social” liga-se às expectativas do comportamento ligadas a dada posição ou estatuto, que determina o comportamento do indivíduo.
“A pessoa com um sólido sentido de identidade sentir-se-á integrada em vez de fragmentada” (Eriksson, citado por Potter).
Potter vai ao encontro desta ideia, evocando que os papéis socais compreendem as expectativas ou os padrões de comportamento aceites pela família, pela comunidade e pela cultura. O comportamento é baseado nos padrões estabelecidos pela socialização, na medida em que os papéis sociais são normativos e dependem do valor cultural que lhes são dados, motivando o agir do sujeito para o social.
Numa citação de Serra, Gécas salienta que o conteúdo e a organização do autoconceito refletem o conteúdo e a organização da sociedade. Nesta perspetiva, as identidades do indivíduo são temporais e formadas face à sociedade de cada época, que valoriza ou não as mesmas quando estas estão ou não desenquadradas da sociedade. Sendo uma aprendizagem social, as identidades são uma expressão cultural do ser.
O autoconceito depende, assim, do valor que a sociedade lhe atribui consoante a época, variando mediante o meio sociocultural ou subcultura deste. O sujeito adquire princípios de autossegurança em certas fases da vida através de modelos significativos, mas tende a estabilizar com o tempo, procurando descobrir quem realmente é.
No decorrente “o autoconceito está dependente da saliência da hierarquia das identidades” (Stryker, 1979, citado por Serra), uma vez que a estrutura da mesma é considerada como uma organização hierárquica das identidades ligadas aos papéis sociais de um dado indivíduo.
Potter ainda acrescenta que “para funcionar efetivamente nos papéis, as pessoas devem conhecer o comportamento esperado e os valores, devem desejar adaptar-se a eles e ser capazes de atender às exigências do papel”.
O comportamento depende, assim, da identidade que o sujeito assume.

### Autosatisfação
Salienta a forma como o indivíduo descreve o seu grau de satisfação através da percepção da sua autoimagem. Refere-se, basicamente, ao nível pessoal de autoaceitação.

### Comportamento
O comportamento avalia a percepção individual da conduta pessoal ou da forma como a pessoa funciona, no sentido de “o que faço?” ou “a forma como ajo”.
O comportamento humano foi, desde cedo, alvo de estudos por parte da psicologia, tendo esta desenvolvido várias teorias sobre o mesmo, como a teoria psicodinâmica, a teoria cognitiva e a teoria comportamental.
A perspetiva psicodinâmica acredita que o comportamento é motivado por forças interiores e conflitos, nos quais a pessoa possui pouca consciência e pouco controlo, e que a única forma de compreender o comportamento humano é compreendendo a pessoa interior.
A perspetiva cognitiva foca-se no estudo da maneira como as pessoas se conhecem, compreendem e pensam o mundo, isto é, a única maneira de compreender o comportamento humano é compreendendo as raízes da própria compreensão.
A perspetiva comportamental foca-se no estudo do próprio comportamento humano, salientando que a única forma de compreender o comportamento humano é observando a pessoa exterior.
No entanto, Feldman admite a unanimidade de todas as teorias numa realidade: tanto a cultura como a etnia e a raça influenciam o comportamento. Ou seja, o comportamento humano só pode ser percebido tendo em conta os fatores culturais, étnicos e raciais – os fatores comuns à biodiversidade –, de modo a diferenciar os princípios comportamentais, que são universais, daqueles que têm uma base cultural.
Por outro lado, Hall, ao estudarem o comportamento humano, numa perspetiva social, afirmam que este se caracteriza apenas pelo facto de envolver uma interação entre duas ou mais pessoas.
Nesta perspetiva, o organismo humano em desenvolvimento interage com o ambiente e, como parte dessa interação, recebe um feedback que reforça, positiva ou negativamente, os comportamentos. No entanto, o comportamento social é mais frequentemente reforçado segundo a razão, tendo em conta que a mesma situação não produz necessariamente o mesmo comportamento em indivíduos diferentes.
Gleitman dobra esta ideia, salientando que o comportamento social humano encerra um forte componente racional. Não obstante, salienta que existem situações óbvias em que o pensamento e a razão age de forma reduzida, nomeadamente quando o sujeito se encontra em grandes grupos, uma vez que se comporta de forma diferente de quando está só.
O comportamento humano é, assim, influenciado por um conjunto de sentimentos e percepções da pessoa relativamente a “si mesma” e ao componente social que o envolve.

## Autoconceito vs. Autoestima
O autoconceito não é autoestima, embora a autoestima possa fazer parte do autoconceito. O autoconceito é a percepção que temos de nós próprios, a nossa resposta quando nos colocamos a questão "Quem sou eu?".
É o conhecimento das nossas próprias tendências, pensamentos, preferências e hábitos, passatempos, competências e fraquezas. De acordo com Carl Rogers, fundador da terapia centrada doente, o autoconceito é uma construção abrangente em que a autoestima é um dos componentes.

## Autoconceito vs. Autoimagem
A autoimagem está relacionada com o autoconceito, mas é menos abrangente. A autoimagem é a forma como um indivíduo se vê a si próprio e não tem de estar alinhada com a realidade.
A autoimagem de uma pessoa baseia-se na forma como ela se vê a si própria, ao passo que o autoconceito é uma avaliação mais abrangente do Eu, largamente baseada na forma como uma pessoa se vê a si própria, se valoriza a si própria, pensa em si própria e se sente em relação a si própria.
Carl Rogers afirmou que a auto-imagem é uma componente do autoconceito, juntamente com a auto-estima e o "Eu ideal" de uma pessoa

## Autoconceito vs. Autoeficácia
O autoconceito é uma construção mais complexa do que a autoeficácia. Enquanto a autoeficácia se refere aos julgamentos de um indivíduo sobre as suas próprias capacidades, o autoconceito é mais geral e inclui julgamentos cognitivos (pensamentos sobre) e afectivos (sentimentos sobre) sobre si próprio.

## Autoconceito vs. Autoconsciencia
A autoconsciência também influencia o autoconceito. É a qualidade ou característica que envolve a consciência dos próprios pensamentos, sentimentos, comportamentos e características. Para ter um autoconceito totalmente desenvolvido (e baseado na realidade), uma pessoa deve ter pelo menos algum nível de autoconsciência.

## Teoria do Autoconceito
Existem muitas teorias sobre o que é exactamente o autoconceito e como se desenvolve.
Em geral, os teóricos concordam com os seguintes pontos:
- No nível mais amplo, o autoconceito é a ideia geral que temos sobre quem somos e inclui julgamentos cognitivos e afetivos sobre nós mesmos;

- O autoconceito é multidimensional, incorporando a nossa visão de nós próprios em termos de vários aspectos diferentes (por exemplo, social, religioso, espiritual, físico, emocional);

- É aprendido, não é inerente;

- É influenciado por factores biológicos e ambientais, mas a interacção social também desempenha um papel importante;

- O autoconceito desenvolve-se durante a infância e o início da idade adulta, altura em que é mais facilmente alterado ou actualizado;

- Pode ser alterado nos últimos anos, mas é uma batalha mais difícil, uma vez que as pessoas têm ideias estabelecidas sobre quem são;

- O autoconceito nem sempre está de acordo com a realidade. Quando isso acontece, o nosso aut-conceito é "congruente". Quando não está, o nosso autoconceito é "incongruente".

### Teoria da Identidade e do Autoconceito em Psicologia vs. Autoconceito em Sociologia
Tanto a psicologia como a sociologia partilham o interesse pelo autoconceito, mas utilizam formas ligeiramente diferentes de o explorar. Os investigadores variam, evidentemente, mas, de um modo geral, a divisão pode ser pensada nestes termos:
A sociologia/psicologia social centra-se na forma como o autoconceito se desenvolve, especificamente no contexto do ambiente social do indivíduo.
A psicologia centra-se na forma como o autoconceito afecta as pessoas.
Existem outras diferenças entre as duas, incluindo o facto de a psicologia se centrar no indivíduo e a sociologia no grupo, na comunidade ou na sociedade; no entanto, esta diferença de enfoque deu origem a duas correntes de investigação diferentes. Ambas resultaram em grandes conhecimentos e descobertas interessantes, e por vezes sobrepõem-se, mas esta divisão ainda pode ser vista na literatura actual.

### Carl Rogers e a teoria do autoconceito da personalidade
O famoso psicólogo, teórico e clínico Carl Rogers propôs uma teoria sobre a forma como o auto-conceito influencia e, de facto, actua como a estrutura da personalidade de uma pessoa.
A imagem que temos de quem somos contribui para a nossa personalidade, e as nossas acções - combinadas com a nossa personalidade - criam um ciclo de feedback para a imagem que temos de nós próprios. Rogers acreditava que a nossa personalidade é impulsionada pelo nosso desejo de auto-realização. Esta é a condição que surge quando atingimos o nosso pleno potencial e o nosso autoconceito, autoestima e Eu ideal se sobrepõem.
A forma como desenvolvemos as nossas personalidades e auto-conceitos varia, criando assim os indivíduos únicos que somos. De acordo com Rogers, esforçamo-nos sempre por atingir a auto-realização, alguns com mais sucesso do que outros.
Como é que as pessoas se esforçam por alcançar a auto-realização e a congruência? Isto está relacionado com a ideia de como alguém "mantém" a sua ideia de si próprio. Exploramos isso a seguir.

### Teoria da manutenção do autoconceito
A manutenção do autoconceito refere-se à forma como as pessoas mantêm ou melhoram o seu sentido do Eu. É relativamente fixo depois de uma pessoa atingir a idade adulta, mas pode mudar - e muda - com base nas experiências da pessoa.
A teoria da manutenção do autoconceito afirma que não nos limitamos a esperar que o nosso autoconceito se desenvolva: desempenhamos um papel activo na formação do nosso autoconceito em todas as idades (quer estejamos conscientes disso ou não).
Embora existam diferentes teorias sobre os processos de manutenção do auto-conceito, estas dizem geralmente respeito:
- As avaliações que fazemos de nós próprios;
- A comparação do nosso "Eu" actual com o nosso "Eu" ideal;
- As nossas acções para nos aproximarmos do nosso "Eu" ideal.[89]

Este pode parecer um processo bastante lógico e directo, mas temos tendência a dar-nos espaço para a ambiguidade moral. Por exemplo, um estudo de Mazar, Amir e Ariely mostrou que as pessoas geralmente se envolvem em uma certa desonestidade benéfica quando lhes é dada a oportunidade. No entanto, essas mesmas pessoas podem não rever o seu autoconceito para incorporar essa desonestidade.
Quando os participantes no estudo eram convidados a estar mais conscientes dos seus padrões internos de honestidade, tinham menos probabilidades de se envolverem em desonestidade benéfica; por outro lado, quando lhes era dado um "grau de liberdade" (maior separação entre as suas acções e as recompensas que receberiam por desonestidade), tinham mais probabilidades de se envolverem em desonestidade - sem impacto no seu autoconceito.
Este é um exemplo do trabalho sobre a manutenção do autoconceito, uma vez que os seres humanos se avaliam constantemente a si próprios e ao seu código moral, uma vez que este influencia a sua identidade e as suas acções.

### Clareza do autoconceito e diferenciação do autoconceito
A clareza do autoconceito é diferente do autoconceito.
A clareza do autoconceito refere-se ao grau de clareza, confiança e consistência das definições que um indivíduo faz de si próprio. A diferenciação do autoconceito refere-se à forma como a autorepresentação de um indivíduo pode variar consoante os contextos ou os papéis sociais (por exemplo, o autoconceito como cônjuge, o autoconceito como pai ou mãe, o autoconceito como estudante...).
A clareza do Autoconceito e a diferenciacao do Autoconceito são temas quentes na psicologia, uma vez que influenciam os padrões de pensamento e o comportamento.
Uma clareza do autoconceito mais elevada indica um autoconceito mais firme e estável, enquanto uma clareza do autoconceito baixa indica que um indivíduo não tem a certeza ou não sabe quem realmente é. As pessoas com baixa clareza do autoconceito podem debater-se com baixa autoestima, baixa autoconsciência e neuroticismo.
A diferenciacao do autoconceito não é tão clara. Ter uma diferenciacao do autoconceito elevada pode ser visto como uma coisa má, mas também pode ser um mecanismo eficaz para ter sucesso no mundo moderno, onde os indivíduos têm muitos papéis diferentes. Se a diferenciacao do autoconceito for muito elevada, pode significar que o indivíduo não tem um autoconceito estável e "usa uma máscara diferente" para cada um dos seus papéis.
Um nível muito baixo de diferenciacao do autoconceito pode indicar que o indivíduo é autenticamente "ele" em todos os seus papéis - embora também possa indicar que não consegue mudar efectivamente de um papel para outro.
Essencialmente, as pessoas que diferenciam ligeiramente os seus papéis, mas mantêm uma imagem clara de si próprias, podem ser mais bem sucedidas na procura de equilíbrio na sua identidade e imagem.

## Os componentes e os elementos do modelo de autoconceito
Existem diferentes ideias sobre o que é o autoconceito e como deve ser definido; no entanto, existem algumas características e dimensões que se aplicam à conceptualização básica e consensual do autoconceito.

### Características do autoconceito
Numa breve revisão, o autoconceito é a perspectiva que temos sobre quem somos. Cada um de nós tem um autoconceito único, diferente do autoconceito dos outros e do conceito que têm de nós.
No entanto, existem algumas características que todos os nossos autoconceitos têm em comum:
- Apresenta-se de forma única em cada pessoa.
- Varia de muito positivo a muito negativo.
- Tem dimensões emocionais, intelectuais e funcionais.
- Muda consoante o contexto.
- Muda com o tempo.
- Influenciam a vida do indivíduo[92]

### Dimensões do autoconceito
Diferentes dimensões podem constituir diferentes tipos de autoconceito; por exemplo, as dimensões que criam o "autoconceito académico" não se sobrepõem tanto ao "autoconceito social".
Existem algumas dimensões abrangentes que os investigadores entendem como o puzzle do autoconceito. Estas dimensões incluem:
- Auto-estima
- Valor próprio
- Auto-imagem (física)
- o Eu ideal
- Identidades ou papéis (sociais)
- Traços e qualidades pessoais[93][87]

## As fases de desenvolvimento do autoconceito
O autoconceito desenvolve-se e altera-se ao longo de toda a vida, mas é durante os primeiros anos que sofre mais alterações.
A primeira infância é uma altura propícia para os jovens humanos se percebem no mundo.

### A formação do autoconceito durante a primeira infância
Existem três fases gerais de desenvolvimento do autoconceito durante a primeira infância:
Fase 1: 0 a 2 anos de idade
1. Os bebés precisam de relações consistentes e amorosas para desenvolverem um sentido positivo de si próprios.
2. Os bebés formam preferências que se alinham com o seu sentido inato do Eu.
3. As crianças pequenas sentem-se seguras com limites suaves mas firmes
4. Aos dois anos de idade, as competências linguísticas desenvolvem-se e as crianças têm um sentido de "Eu".

Fase 2: 3 a 4 anos de idade
1. As crianças de três e quatro anos começam a ver-se como indivíduos separados e únicos.
2. As suas autoimagens tendem a ser descritivas em vez de prescritivas ou julgadoras.
3. As crianças em idade pré-escolar são cada vez mais independentes e curiosas sobre o que podem fazer.

Fase 3: 5 a 6 anos de idade
1. Estão a passar da fase do "Eu" para a fase do "nós", onde estão mais conscientes das necessidades e interesses do grupo maior.
2. As crianças do jardim-de-infância podem usar as suas palavras para comunicar os seus desejos, necessidades e sentimentos.
3. As crianças de cinco e seis anos podem utilizar uma linguagem ainda mais avançada para ajudar a definir-se no contexto do grupo[94]

### Autoconceito na infancia tardia
Durante a infância tardia (entre os 7 e os 11 anos de idade), as crianças começam a desenvolver uma noção do seu "Eu" social e a descobrir como se enquadram com os outros. Fazem referência a grupos sociais e fazem comparações sociais com mais frequência, e começam a pensar na forma como os outros as vêem.
Outras características do seu auto-conceito nesta fase incluem:
- Descrições mais equilibradas, menos "tudo ou nada";
- Desenvolvimento do "Eu ideal" e do "Eu real";
- Descrições do Eu por competências em vez de comportamentos específicos;
- Desenvolvimento de um sentido pessoal do Eu (Berk, 2004)[95]

A cultura começa a desempenhar um papel importante nesta fase.

### O desenvolvimento do autoconceito na adolescência
A adolescência é a fase em que o desenvolvimento do autoconceito de uma pessoa explode verdadeiramente.
Esta é a fase em que os indivíduos (por volta dos 12-18 anos) brincam com o seu sentido do Eu, incluindo uma altura em que experimentam a sua identidade, se comparam com os outros e desenvolvem a base de um autoconceito que pode permanecer com eles para o resto da vida.
Durante este período, os adolescentes são propensos a uma maior autoconsciência e susceptibilidade à influência dos seus pares e às mudanças químicas que ocorrem no cérebro.
Gozam de uma maior liberdade e independência, envolvem-se em actividades cada vez mais competitivas, comparam-se com os seus pares e podem valorizar (ou mesmo sobrevalorizar) a perspectiva dos outros.
Na adolescência, há dois factores importantes que influenciam o autoconceito e a auto-estima:
- Sucesso em áreas em que o adolescente deseja ter sucesso;
- Aprovação de pessoas importantes na vida do adolescente.[97]

Quando os alunos têm um sentido saudável de autoestima, contribuem para um maior autoconceito.

## Dez exemplos de autoconceito
Talvez já tenha uma boa noção do que é o autoconceito, mas estes exemplos podem ajudar a explicá-lo melhor.
Os autoconceitos raramente são todos positivos ou todos negativos; uma pessoa pode ter autoconceitos positivos e negativos em diferentes domínios (por exemplo, um marido que se considera um bom pai, mas que vê o seu físico como fora de forma e pouco saudável, ou um estudante que se considera um grande atleta, mas que tem dificuldades académicas).
Alguns exemplos de auto-conceitos positivos incluem:
- Uma pessoa vê-se a si própria como uma pessoa inteligente;
- Um homem vê-se como um membro importante da sua comunidade;
- Uma mulher vê-se como uma excelente esposa e amiga;
- Uma pessoa vê-se a si própria como uma pessoa carinhosa e atenciosa;
- Uma pessoa vê-se a si própria como um trabalhador esforçado e competente.

Por outro lado, estas pessoas podem ter auto-conceitos negativos como:
- Uma pessoa vê-se a si própria como pouco inteligente e agraciado;
- Um homem vê-se a si próprio como dispensável e um fardo para a sua comunidade;
- Uma mulher vê-se como uma péssima esposa e amiga;
- Uma pessoa vê-se a si própria como uma pessoa fria e inacessível;
- Uma pessoa vê-se a si própria como um empregado preguiçoso e incompetente.

Todos nós temos muitos destes mini-conceitos ou autoconceitos específicos de um domínio que englobam o nosso autoconceito. Alguns podem ser mais positivos ou negativos do que outros, mas cada um deles é uma parte importante daquilo que nos torna quem somos e contribuem decisivamente para o autoconceito global.

## Investigação sobre o autoconceito
Dado o grande interesse por este tema no âmbito da sociologia e da psicologia, existe uma grande quantidade de investigação sobre o assunto. Aqui estão algumas das descobertas mais interessantes e impactantes sobre o autoconceito:

### O autoconceito no marketing e a sua influência no comportamento do consumidor
Provavelmente, não achará estranho o facto de a ideia de autoconceito ter entrado no marketing — afinal, as marcas e as empresas podem lucrar ao visar determinadas identidades desejáveis. De facto, é a base da moda e do consumismo.
O nosso autoconceito influencia os nossos desejos e necessidades e pode também moldar o nosso comportamento. Quer seja verdade ou não, tendemos a acreditar que as nossas compras ajudarão a estabelecer a nossa identidade. Há uma razão para as pessoas comprarem determinadas roupas, carros, etc.
E esta ideia tem um nome: apego do autoconceito.

#### Apego do autoconceito
O apego do autoconceito refere-se ao apego que formamos a um produto, uma vez que este influencia a identidade. Por exemplo, uma pessoa que adora o seu casaco Nike pode também considerá-lo um símbolo de estatuto que representa também o seu lado "outdoor".
Assim, este casaco tem uma forte ligação ao autoconceito, para além do seu objectivo de fornecer conforto e calor.
Surpreendentemente, os consumidores ficam mais ligados a uma marca quando as marcas correspondem aos seus "Eus reais" e não aos seus "Eus ideais". Temos tendência para nos identificarmos mais com marcas que "nos encontram onde estamos", em vez de tentarmos ligar-nos ao nosso "Eu ideal" mais elevado.
As empresas compreendem este facto e trabalham para (1) conhecer melhor os seus consumidores-alvo e (2) moldar a identidade da sua marca de modo a corresponder ao autoconceito dos seus consumidores. Quanto mais conseguirem que os consumidores se identifiquem com a sua marca, mais eles comprarão essa marca.

### Autoconceito e comunicação interpessoal
Pense num ciclo em que desenvolvemos, mantemos e revemos o nosso autoconceito: temos uma ideia de quem somos e agimos de acordo com esse autoconceito. Consequentemente, os outros formam uma ideia sobre quem somos e reagem de acordo com a sua ideia de quem somos, afectando assim a nossa ideia de quem somos.
Este ciclo de feedback positivo continua a moldar-nos, e a comunicação interpessoal desempenha aqui um papel importante.
O nosso autoconceito determina as nossas motivações, métodos e experiências de comunicação com os outros. Por exemplo, se se vê a si próprio como alguém que tem sempre razão (ou que tem de ter sempre razão), pode ter dificuldades em comunicar com os outros quando surgem desacordos.
Se essa necessidade for acompanhada por uma aceitação da agressão, pode usar a hostilidade, a assertividade e a argumentação para atacar os auto-conceitos das pessoas com quem está a debater, em vez de discutir as suas posições.
A comunicação nas redes sociais é também um factor determinante e com consewuencias no autoconceito de um indivíduo.
Sponcil e Gitimu sugeriram que, em geral, quanto mais amigos um indivíduo tem nas redes sociais, mais positivo se sente em relação a si próprio como um todo. Por outro lado, a ansiedade das redes sociais e a manutenção da imagem de uma pessoa colocam outras questões, em grande parte patológicas.

### Autoconceito e sucesso académico
O autoconceito e o sucesso académico são também um ciclo de feedback positivo, uma vez que as acções geram acções semelhantes e uma identidade correspondente.
Num estudo longitudinal, Marsh verificou que os estudantes com um autoconceito académico mais positivo obtinham maior sucesso académico no ano seguinte. Estudos posteriores confirmaram a relação entre os dois, mas indicaram que os bons resultados académicos afectam o autoconceito mais do que o autoconceito influencia intrinsecamente os bons resultados académicos.
A investigação de Byrne sugeriu, pelo contrário, que o autoconceito e o autoconceito académico podem ser considerados dois constructos distintos; o sucesso académico pode ter impacto no autoconceito global de uma pessoa, mas está mais directamente relacionado com o autoconceito académico.

### Autoconceito e desenvolvimento da carreira
O auto-conceito desenvolve-se ao longo da vida e duranteas fases de qualquer carreira.
Segundo o investigador Donald Super, existem cinco fases de desenvolvimento da vida e da carreira:
- Crescimento (dos 0 aos 14 anos);
- Exploração (dos 15 aos 24 anos);
- Estabelecimento (25 a 44 anos);
- Manutenção (45 a 64 anos);
- Declínio (65 anos ou mais).

A primeira fase é marcada pelo desenvolvimento do autoconceito de base. Na segunda fase, os indivíduos capazes experimentam novas aulas, experiências e empregos. Na terceira fase, os indivíduos estabelecem a sua carreira e desenvolvem as suas competências, provavelmente começando numa posição inicial.
Na quarta fase, os indivíduos envolvem-se num processo contínuo de gestão e ajustamento tanto do seu autoconceito como da sua carreira. Por último, a quinta fase caracteriza-se pela redução da produção e pela preparação para a reforma, actividades que podem ter um enorme impacto no autoconceito.
É claro que este modelo pressupõe igualdade de acesso e de privilégios aquando da entrada no mercado de trabalho, o que não corresponde à realidade. Nem todos os seres humanos, por exemplo, têm a oportunidade de explorar e estabelecer-se tão facilmente como os outros.

### Cultura e autoconceito
Sem surpresa, a cultura pode ter um grande impacto no autoconceito. Por exemplo, a forma como as crianças são tratadas na primeira infância influencia o desenvolvimento do seu sentido do Eu.
Muitos pais podem estar mais preocupados com as emoções e com a satisfação dos desejos dos filhos, enquanto outros podem ser mais firmes e controladores do comportamento dos filhos, preocupando-se mais com as suas necessidades do que com a satisfação dos seus desejos. Esta é uma generalização, mas que se mantém sob escrutínio: a cultura influencia o autoconceito.
A investigação sugere que as pessoas de culturas mais colectivistas produzem mais autodescrições de grupo e menos autodescrições idiocêntricas do que as de culturas individualistas.
Outras investigações também indicaram que as culturas da Ásia Oriental aceitam melhor as crenças contraditórias sobre o "Eu"; isto indica que o autoconceito de uma pessoa nestas culturas pode ser mais flexível do que, por exemplo, na cultura ocidental.
Resultados como estes são fascinantes, mas também revelam como e porque é difícil medir o autoconceito.

## Medir o autoconceito com escalas, testes e inventários
O enviesamento do autorelato dificulta a medição do autoconceito.
O autoconceito de uma pessoa nem sempre está de acordo com a "realidade" ou com a forma como os outros vêem uma pessoa. No entanto, existem algumas ferramentas que podem medir o autoconceito.
Se estiver interessado em utilizar um instrumento de medida do autoconceito para fins de investigação, deve começar por analisar o desenvolvimento do instrumento, a definição em que se baseia e as dimensões ou componentes que mede. É importante escolher um instrumento que esteja de acordo com a ideia de autoconceito que a sua investigação utiliza.
Alguns dos instrumentos mais proeminentes para medir o autoconceito incluem:
- O Questionário de Autoconceito de Robson[108]

- O Questionário de Auto-Conceito Social[109]

- Questionário de Auto-Conceito Académico[110]

- Escala do Autoconceito de Tenessee[111]

- Em Portugal foi desenvolvida o Inventário Clínico do Autoconceito, por Vaz Serra[112]